# Dvomotorno reaktivno letalo
Dvomotorno reaktivno letalo (angleško twinjet) je letalo, ki ga poganjata dva reaktivna motorja. Prva letala so poganjala dva turboreaktivna motorja, zadnjih 30-40 let imajo praktična vsa reaktivna potniška letala turboventilatorske motorje (turbofan), ki so bolj ekonomični. Potniška dvomotorna letalo morajo imeti sposobnost letenja na samo enem operativnem motorju, tudi če pride do odpovedi v najbolj kritičnem momentu - vzletu, ko je letalo naloženo z veliko goriva. ETOPS pravila so omogočila dvomotornim letalom delovanje na področjih, ki je bilo prej rezervirano samo za tri ali štirimotornike. 
Okrog 96 odstotkov reaktivnih potniških letal je dvomotornih. Airbus in Boeing sta leta 2013 dostavila vsak okrog 650 letal, od tega je bilo samo 24 štirimotornih Boeing 747 in 42 Airbusov A380 - vsi ostali so dvomotorni. Tudi reaktivna letala proizvajalcev Bombardier, Bombardier (Canadair), Suhoj in bodoči Irkut MS-21, COMAC C919, Mitsubishi Regional Jet bodo prav tako dvomotorni. Reaktivna poslovna letala so vsa dvomotorna, izjema so nekateri trimotorni od francoskega Dassault.
Edina štirimotorna reaktivna letala v proizvodnji so potniški Iljušin Il-96, tovorni Iljušin Il-76 in vojaško transportno letalo Boeing C-17A. 
Boeing načrtuje še večjo verzijo Boeinga 777 imenovano 777X, ki bo imela kapaciteto 406 sedežev v trirazredni konfiguraciji, le 10 sedežev manj kot Boeing 747-400.